# Maj Lind-tävlingen
Maj Lind-tävlingen är en pianotävling som sedan 1945 anordnats av Konstuniversitetets Sibelius-Akademi i Helsingfors.
Maj Lind-tävlingen var 1945–1959 öppen endast för elever vid Sibelius-Akademin, därefter även för andra. Sedan 2002 anordnas den vart femte år som ett internationellt evenemang. Tävlingen är uppkallad efter donatorn Maria (Maj) Lind, född Kopjeff (1876–1942).